# 刘凯利杀人冤案
刘凯利杀人冤案是一起已被平反的中华人民共和国冤假错案。办理该案的公检法机关使用电击生殖器等暴力手段对被被其怀疑杀害一名窃案嫌犯的盗窃案受害人刘凯利进行刑讯逼供，并以此获得虚假口供并将其作为证据将他定罪并判死刑（缓期两年执行）。刘凯利被关押两年后，此案疑似真凶刘铁军因另案被捕并于在押期间供称此案系他所犯，然而在各级公检法机关互相推卸责任之下之下，刘凯利仍被继续关押，直到引起媒体关注后才于2013年才被改判无罪释放此时他已被错误关押17年之久。

## 案发经过
1996年11月28日上午，中华人民共和国公民，时任黑山县水泥厂工人的刘凯利家中遭入室盗窃，被窃物品中包括一个存有1000余元人民币的银行存折。刘凯利随即向警方报案，而他的夫人阎文华则前往银行挂失存折。阎文华在银行正好遇到一名少女走出来，经银行职员告知，这位少女刚拿着他家准备挂失的存折前来试图取钱，但因为说错了存折主人姓名，银行没让她取。阎文华赶忙追出银行，但这位少女随即进入了一家娱乐场所并消失无踪。经过打听，阎文华被告知这位少女名叫张晓静，一年前辍学并经常出入这家歌舞厅，阎文华随即向警方报告了这一情况。
然而在警方侦查这起窃案的过程中，嫌疑人张晓静突然失踪并于三日后被发现死于当地煤矿排污隧道里。经鉴定，张晓静系被人掐住脖子，造成机械性窒息死亡。根据尸检报告，在张晓静体内还发现了属于一个A型血的男性的精液。
12月8日，当地警方要求刘凯利和阎文华来一趟警局，二人还以为是自家窃案破了，便高高兴兴前往。不料警方却认为是他杀害了张晓静并随即以涉嫌犯故意杀人罪将刘凯利刑事拘留。随即，刘凯利被检控并于1997年6月被锦州市中级人民法院判处死刑（缓期两年执行）。其间，刘凯利和他的代理律师曾称其口供是遭公安机关刑讯逼供后做出。然而黑山县公安局向法院提供了一份书面证明，称审讯期间警方对刘凯利不存在刑讯逼供的行为。法院由此认为无法认定刘的有罪供述是警方非法取得并仍以其为证据将刘定罪。

### 疑点重重
根据警方说法，张晓静死前最后一次被人看到是在当地一家娱乐城。娱乐城老板称张晓静死前曾给他看过一本写着黑山县水泥厂某凯利的机动车驾驶证，而刘凯利则向警方表示自己的驾驶证并未被盗，随后警方据称在搜查刘凯利家时发现了这本驾驶证。然而对于这一关键证据，事后在检察院对娱乐城老板所做的笔录中发现，老板对其细节称“时间长了记不清了”。
同时，刘家认为，他家被盗的存折里仅有1000余元，且已经在银行挂失也不算丢，没有因此犯下命案的动机。
另一疑点是，死者张晓静体内发现的精液属于一个A型血的男性，然而刘凯利系O型血，与之不符。

### 疑似真凶承认犯案
1998年春，一名叫刘铁军的人因绑架、抢劫、故意杀人等另案被捕。他到案后主动供述称本案死者张晓静系其所杀。据其供述，案发那天晚上十点多钟，他在街上遇到了张晓静，张晓静曾找他借500元钱，他当时没钱。张晓静“从裤兜拿出一本存折，存折上有一个小铁牌，存折上有1500元钱”。两人来到当地一家医院后面的一片树林并在那里发生了性关系。刘称：“发生关系后，我问她跟几个男人发生过性关系。她说记不清楚了，我对她是又爱又恨……就把她掐死后扔进了附近的脏水沟里”。法院庭审笔录亦有记载刘铁军承认杀害张晓静，且根据检验，刘铁军系A型血，与张晓静尸体内发现的精液血型吻合。
刘铁军于2004年4月被执行死刑，他在遗书中称：
我是杀害张小(晓)静的凶手，刘凯利是被冤枉的，请广大群众朋友帮他昭雪。——刘铁军，

### 监狱检察院提出疑点被无视
刘凯利被收监后，监狱检察院认为种种证据表明刘铁军才应是本案真凶，并于1999年初向上级检察院提交书面汇报并建议展开审判监督程序复核此案。相关部门直到十年后才于2009年派人来复查此案，且之后四年都毫无进展。公检法机关告知刘凯利的家属，已被处决的杀人犯刘铁军的多份原始笔录都找不到了，导致无法确定刘铁军到底是不是真凶，只能将案件搁置处理。刘凯利的家人对此不满并继续四处奔走申冤。

### 改判无罪
此案后于2013年引起了媒体关注。9月16日，辽宁省高院审判监督第二庭在刘凯利服刑的辽宁省凌源第五监狱，再审开庭审理此案。9月24日，辽宁省高院公开宣告刘凯利无罪，当庭释放。此时刘凯利已50岁，而在他被关押期间为他四处奔波鸣冤的母亲亦已在他的案件平反前离世。

### 类似案件
- 张氏叔侄冤案
- 呼格吉勒图案